# Prix musical Herbert-von-Karajan
Pour les articles homonymes, voir Karajan (homonymie).
Le prix musical Herbert-von-Karajan (en allemand Herbert von Karajan Musikpreis) est un prix annuel décerné par le Palais des festivals de Baden-Baden (Festspielhaus Baden-Baden) en l'honneur du célèbre chef d'orchestre autrichien Herbert von Karajan. Le prix a été créé en 2002 et le montant du prix s'élève à 50 000 euros, qui doivent être utilisés par le lauréat pour aider la carrière des jeunes musiciens. Il a été attribué pour la première fois en 2003 à la violoniste allemande Anne-Sophie Mutter et pour la dernière fois en 2015 au chef d'orchestre Thomas Hengelbrock. 

## Liste des lauréats
- 2003 : Anne-Sophie Mutter
- 2004 : Orchestre philharmonique de Berlin
- 2005 : Ievgueni Kissine
- 2006 : Valeri Guerguiev
- 2007 : John Neumeier
- 2008 : Alfred Brendel
- 2009 : Thomas Quasthoff
- 2010 : Daniel Barenboim
- 2011 : Helmuth Rilling
- 2012 : Cecilia Bartoli
- 2013 : Edita Gruberová
- 2014 : Orchestre philharmonique de Vienne[1]
- 2015 : Thomas Hengelbrock[2],[3]